# یوگا (ورزش)

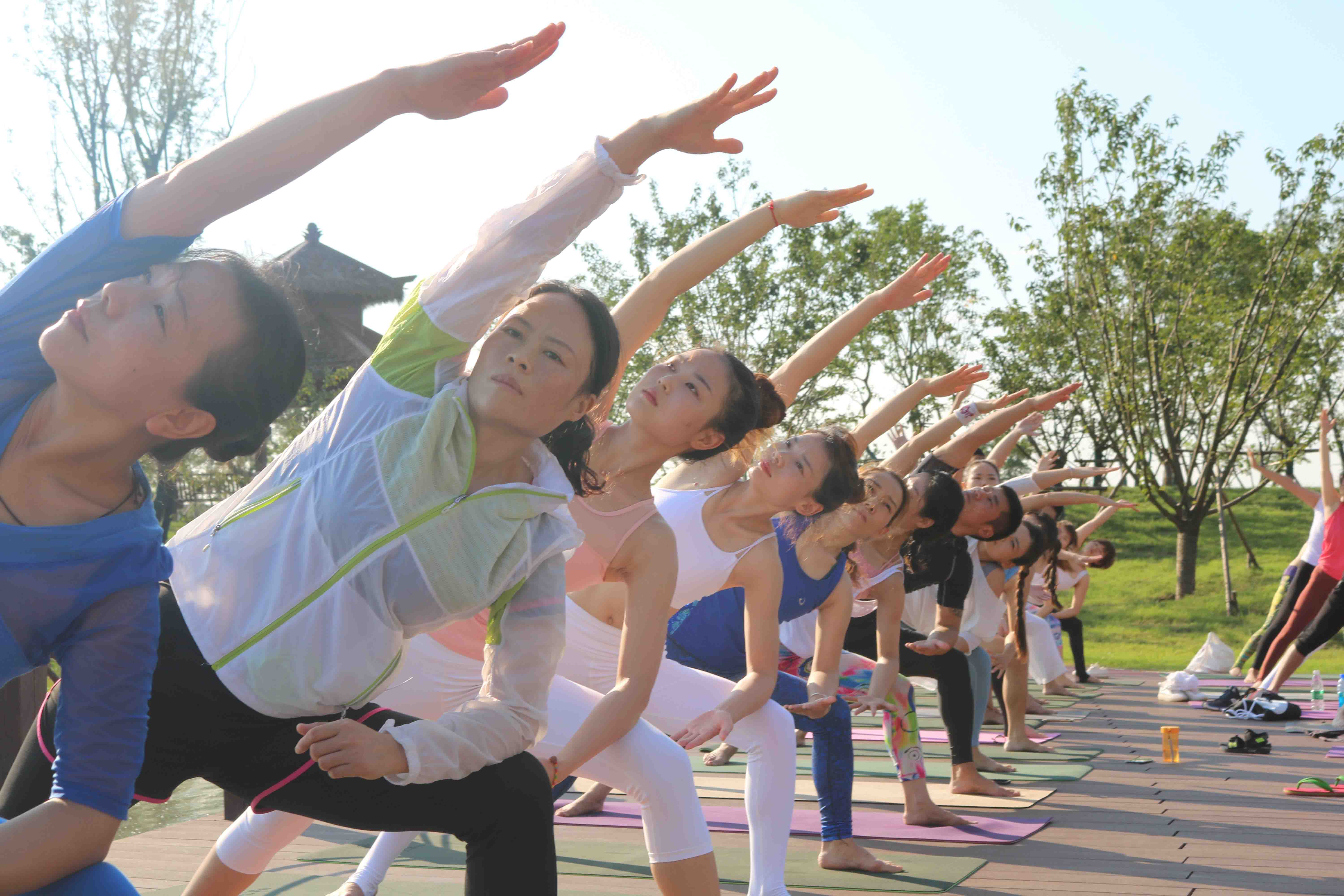
زنان در حال تمرین یوگا

یوگا به عنوان ورزش یک فعالیت بدنی است که عمدتاً از حالات مختلف وضعیتی بدن تشکیل می‌شود که اغلب با توالی‌های روان به هم مرتبط می‌شوند، گاهی با تمرینات تنفسی همراه هستند و اغلب با آرامش، دراز کشیدن یا مدیتیشن پایان می‌یابند. یوگا به این شکل در سراسر جهان به ویژه در آمریکا و اروپا محبوب است. یوگا کشسانی ماهیچه‌ها، انعطاف‌پذیری و تعادل را بهبود می‌بخشد و به شما کمک می‌کند تا آرامش داشته باشید و استرس را کاهش دهید. تحقیقات همچنین نشان داده‌است که تمرینات یوگا همچنین استرس، اضطراب، افسردگی و درد مزمن را کاهش می‌دهد. یوگا به شما کمک می‌کند بهتر بخوابید.
هنگامی که تمرینات یوگا را در پیش می‌گیرید، هورمون‌های زیادی در بدن شما فعال خواهند شد که در تأمین سلامتی بدن شما و همچنین ادامه زندگی نقش بسیار زیادی ایفا خواهند کرد.

## خواص
- افزایش انعطاف‌پذیری
- افزایش قدرت و توان عضلانی
- بهبود تنفس، انرژی و نشاط
- حفظ متابولیسم متعادل
- کاهش وزن
- سلامت قلب و گردش خون
- بهبود عملکرد ورزشی
- محافظت در برابر آسیب
- حفظ تعادل فیزیکی

## هشدارها
مهم‌ترین نکته برای شروع تمرینات یوگا این است که بدانیم در چه زمانی نباید هر حرکت تمرینی را انجام دهیم. حاملگی، دردهای کمر، ستون فقرات، شانه و زانوها، یائسگی، مشکلات تنفسی، دوران قائدگی و همچنین در مواقعی که فشار خون بالا است، با بعضی از حرکات تمرینی یوگا در تضاد هستند. در هنگام بروز هریک از این موارد نباید بعضی از حرکات را انجام داد یا محدودیت‌هایی برای انجام حرکت تمرینی در نظر گرفت. در هنگام بروز این مشکلات برای انجام حرکت تمرینی بایستی از استاد و مربی مربوط مشورت و راهنمایی بگیرید. چنانچه از مشکلات جسمی رنج می‌برید بهتر است پیش از اقدام به انجام تمرینات یوگا با پزشک مربوط مشاوره داشته باشید.

## زمان تمرین
برای آغاز بهتر است حرکاتی که تصور می‌کنید قادرید آنها را انجام دهید انتخاب نمایید. عمدتاً در تمرینات یوگا حرکاتی که بر روی سطح زمین انجام می‌شود از حرکاتی که به شکل ایستاده انجام می‌شوند آسان‌تر هستند، زیرا برای اجرای آنها چندان نیازی به تعادل و قدرت زیاد نخواهید داشت. همچنین حرکت‌هایی که اجرای آنها با توقف توأم است یا با مکث انجام می‌شوند معمولاً حرکات راحت تری هستند. توصیه می‌کنیم برای شروع، تحت نظر مربی و حرکت‌های ساده و پایه ای ورزش یوگا را برگزینید و آرام آرام انجام حرکات دیگر را به تمرینات خود بیافزایید.